# Stracciatella (is)
Stracciatella (italiensk udtale: [strattʃaˈtɛlla]) er en type gelato, der består af mælkebaseret is, der indeholder små stykker chokolade. Stracciatella-is blev oprindeligt skabt i Bergamo i det nordlige Italien på Ristorante La Marianna i 1961 inspireret af stracciatella-suppe, der fremstilles af æg og bouillon og i øvrigt var populært i egnen omkring Rom. Stracciatella-is er en af de mest berømte italienske gelato-smagsvarianter.